# 牡丹峰駅
牡丹峰駅（モランボンえき、朝鮮語：모란봉역）は、朝鮮民主主義人民共和国平壌市中区域にある、平壌地下鉄千里馬線の駅である。

## 歴史
1973年に統一駅（トンイルえき、朝鮮語：통일역）という名前で開業した。
2024年2月に在朝鮮民主主義人民共和国ロシア大使館が大使館の公式Facebookに掲載した写真で、車内LCDにおける当駅の駅名が「역」（駅）とだけ表示されているのが確認された。この措置は同年1月に行われた、北朝鮮の大韓民国との平和統一を放棄する政策転換の表明を受けたものと推測された。
その後同年7月下旬から8月下旬の間に、現在の駅名へ改称された。

## 駅構造
島式ホーム1面2線の地下駅である。2019年には改修工事が行われた。

## 駅周辺
当駅は牡丹峰の南、万寿台との間にある。
- 青年公園
- 牡丹峰
  - 牡丹峰野外劇場
- 千里馬像
- 万寿台
  - 金日成像
  - 朝鮮革命博物館
  - 万寿台議事堂（最高人民会議）
- 金正淑託児所
- 児童百貨店
- 玉流館

## 隣の駅
平壌地下鉄
千里馬線
勝利駅 - 牡丹峰駅 - 凱旋駅